# Vicariato apostólico de Luang Prabang
El vicariato apostólico de Luang Prabang (en latín: Vicariatus Apostolicus Luangen(sis) Prabangen(sis) y en lao: ອັກຄະສາວົກແທນຂອງແຂວງຫລວງພະບາງ) es una circunscripción eclesiástica latina de la Iglesia católica en Laos, inmediatamente sujeta a la Santa Sede. El vicariato apostólico es sede vacante desde el 29 de noviembre de 1975.  

## Territorio y organización
El vicariato apostólico tiene 80 425 km² y extiende su jurisdicción sobre los fieles católicos de rito latino residentes en las provincias de Luang Prabang, Sainyabuli, Oudomxay, Phongsali, Luang Namtha y Bokeo. 
La sede del vicariato apostólico se encontraba en la ciudad de Luang Prabang, en donde se halla la excatedral de la Inmaculada Concepción, que fue secularizada en 1975 por el gobierno comunista. Sin embargo, todas las propiedades de la Iglesia fueron confiscadas y ya no hubo una casa parroquial en Luang Prabang y el administrador apostólico reside en Vientián.
En 2020 en el vicariato apostólico existían 20 parroquias. La mayoría de las parroquias de Laos están organizadas en comunidades de base, con una gran participación de los laicos, principalmente de etnia vietnamita.
Desde 1979 la Iglesia católica está oficialmente reconocida por el Frente Lao de Construcción Nacional, que tiene a cargo el reconocimiento de las minorías religiosas. A pesar del artículo 9 de la Constitución de Laos, que declara la libertad de actividad de las comunidades religiosas en el país, el gobierno de Laos obstaculiza las actividades de la Iglesia católica en el norte del país.

## Historia
En 1929 llegó por primera vez un sacerdote católico a Luang Prabang en la Indochina francesa. Durante la Segunda Guerra Mundial los ocupantes japoneses de Laos desde el 9 de marzo de 1945 internaron en centros de detención a todos los misioneros católicos. Después de la capitulación japonesa, la llegada del Viet Minh y luego del Pathet Lao dificultó aún más el trabajo de los misioneros, y fue necesario esperar el lento ascenso del ejército francés a lo largo del río Mekong para restaurar las misiones. El 22 de octubre de 1953 Francia reconoció la independencia de Laos.
El vicariato apostólico de Luang Prabang fue erigido el 1 de marzo de 1963 con la bula Ex quo Christus del papa Juan XXIII, obteniendo el territorio del vicariato apostólico de Vientián. Fue confiado a los Misioneros Oblatos de María Inmaculada, llegados en 1957 a la región. Uno de ellos, el padre Mario Borzaga, había sido asesinado in odium fidei el 25 de abril de 1960 con su catequista de etnia hmong Paul Thoj Xyooj (ambos fueron beatificados en Vientián por el cardenal filipino Orlando Quevedo el 11 de diciembre de 2016 con otros 15 mártires).
Cuando el régimen comunista del Pathet Lao tomó completamente el poder en Laos el 2 de diciembre de 1975 tras la guerra civil de Laos, la Iglesia católica fue severamente reprimida y los últimos misioneros católicos extranjeros abandonaron el país en 1976, por lo que de los 26 sacerdotes que tenía el vicariato apostólico en 1974 solo quedaron 2. De las tres iglesias existentes en Luang Prabang en 1975, una fue destruida, otra convertida en comisaría y la tercera utilizada como vivienda. Muchos refugiados católicos laosianos se asentaron en Estados Unidos, Australia y Francia. La Santa Sede, por tanto, ya no ha nombrado un vicario apostólico, sino un administrador apostólico, que, sin embargo, el Gobierno comunista permite viajar brevemente solo a dos de las seis provincias de la circunscripción (Luang Prabang y Sainyabuli) y que debe residir en Vientián, al no haber obtenido un permiso de permanencia permanente en el norte. Antes de ser elegido administrador apostólico, Tito Banchong Thopanhong estuvo encarcelado de 1977 a 1981, de 1984 a 1986 y otros cinco meses en 1998.
El culto católico se permitió gradualmente en la década de 1990 y desde comienzos del siglo XXI la situación parece estar mejorando: en 2003 se permitió a la Iglesia comprar un terreno para construir la residencia del vicariato apostólico y en 2005 se consagró la primera iglesia construida desde 1975: Nuestra Señora de Fátima en Ban Pong Vang en la provincia de Sainyabuli. En 2014 se permitió la residencia de un sacerdote en el vicariato apostólico. En 2016 fueron consagrados tres sacerdotes para el vicariato apostólico: Paolo Lattana Sunthon, Agostino Saegna Be Bunti y Michele Kanthak Vilae Luong Di. El 29 de abril de 2018 fue consagrado otro sacerdote para el vicariato apostólico: Francesco Saverio Sayasith. La Conferencia Episcopal Italiana ha proporcionado fondos para un par de programas locales, uno de los cuales es el leprosario Pak Leum en Luang Prabang.

## Estadísticas
De acuerdo al Anuario Pontificio 2021 el vicariato apostólico tenía a fines de 2020 un total de 2850 fieles bautizados.
| Año                                                                             | Población            | Población | Población      | Sacerdotes | Sacerdotes    | Sacerdotes    | Bautizados por sacerdote | Diáconos permanentes | Religiosos | Religiosos | Parroquias |
| Año                                                                             | Bautizados católicos | Total     | % de católicos | Total      | Clero secular | Clero regular | Bautizados por sacerdote | Diáconos permanentes | Varones    | Mujeres    | Parroquias |
| ------------------------------------------------------------------------------- | -------------------- | --------- | -------------- | ---------- | ------------- | ------------- | ------------------------ | -------------------- | ---------- | ---------- | ---------- |
| 1969                                                                            | 1334                 | 508 500   | 0.3            | 21         |               | 21            | 63                       |                      | 24         | 7          |            |
| 1974                                                                            | 1750                 | 868 000   | 0.2            | 26         | 1             | 25            | 67                       |                      | 29         | 11         |            |
| 1994                                                                            | 2500                 | 1 112 000 | 0.2            | 2          | 2             |               | 1250                     | 1                    | 1          |            |            |
| 2000                                                                            | 2500                 | 1 248 690 | 0.2            | 1          | 1             |               | 2500                     |                      |            |            | 6          |
| 2001                                                                            | 2560                 | 1 281 000 | 0.2            | 1          | 1             |               | 2560                     |                      |            |            | 6          |
| 2002                                                                            | 2560                 | 1 248 690 | 0.2            | 1          | 1             |               | 2560                     |                      |            |            | 6          |
| 2003                                                                            | 2560                 | 1 248 690 | 0.2            |            |               |               |                          |                      |            |            | 6          |
| 2004                                                                            | 2560                 | 1 248 690 | 0.2            |            |               |               |                          |                      |            |            | 6          |
| 2005                                                                            | 2560                 | 1 248 690 | 0.2            |            |               |               |                          |                      |            |            | 6          |
| 2010                                                                            | 2410                 | 1 467 154 | 0.2            |            |               |               |                          |                      |            |            | 6          |
| 2014                                                                            | 2693                 | 1 692 000 | 0.2            | 1          | 1             |               | 2693                     |                      |            |            | 8          |
| 2017                                                                            | 2800                 | 1 661 500 | 0.2            | 4          | 4             |               | 700                      |                      |            | 3          | 10         |
| 2020                                                                            | 2850                 | 1 715 960 | 0.2            | 5          | 5             |               | 570                      |                      |            | 2          | 20         |
| Fuente: Catholic-Hierarchy, que a su vez toma los datos del Anuario Pontificio. |                      |           |                |            |               |               |                          |                      |            |            |            |

## Episcopologio
- Lionello Berti, O.M.I. † (1 de marzo de 1963-24 de febrero de 1968 falleció)
- Alessandro Staccioli, O.M.I. (26 de septiembre de 1968-29 de noviembre de 1975 nombrado obispo auxiliar de Siena)
  - Thomas Nantha † (29 de noviembre de 1975-7 de abril de 1984 falleció) (administrador apostólico)
  - Jean Khamsé Vithavong, O.M.I. (1984-16 de febrero de 1999 retirado) (administrador apostólico)
  - Tito Banchong Thopanhong, desde el 16 de febrero de 1999 (administrador apostólico)